# Pierre Mosca
Pour les articles homonymes, voir Mosca.
Pierre Mosca est un footballeur puis entraîneur français, né le 24 juillet 1945 à Demonte en Italie. Il joue au poste de défenseur latéral ou de milieu de terrain du milieu des années 1960 au milieu des années 1970.
Formé au SO Montpellier, il évolue ensuite à l'AS Monaco. Reconverti entraîneur, il est instructeur de l'INF Vichy puis dirige notamment le FC Sochaux, le Stade rennais, le Montpellier PSC, le Toulouse FC, le Sporting Toulon Var et le Nîmes Olympique.

## Biographie
Pierre Mosca nait le 24 juillet 1945 à Demonte, village de la région du Piémont en Italie. Ses parents, ouvriers, émigrent en France et s'installent dans le Gard. Il commence le football au collège et ses performances sont remarqués par le Gallia Club Lunel, où il évolue jusqu'à l'âge de dix-huit ans, tout en continuant ses études.
Il rejoint en 1964 le SO Montpellier où il évolue pendant trois ans avant de rejoindre l'AS Monaco où il joue six ans.
Après sa carrière de joueur, il devient entraîneur tout d'abord comme instructeur à l'INF Vichy puis dirige les clubs professionnels du FC Sochaux, du Stade rennais, du Montpellier PSC, du Toulouse FC, du Sporting Toulon Var et du Nîmes Olympique. C'est avec ce dernier club qu'il dispute la Coupe d'Europe des vainqueurs de coupe 1996-1997, emmenant les crocodiles jusqu'en huitièmes de finale.
En 2005, il entraîne l'équipe martiniquaise du Stade Spiritain puis devient directeur sportif des Aiglons du Lamentin. En 2007, il rejoint l'Entente sportive Uzès Pont du Gard comme directeur sportif, poste qu'il exerce jusqu'en 2011.
En 2012, il devient entraîneur de l'AC Arles-Avignon par intérim.

## Carrière de joueur
- 1964-1967 : SO Montpellier
- 1967-1976 : AS Monaco[4]

## Palmarès de joueur
- Finaliste de la Coupe de France en 1974 (Monaco)

## Parcours d'entraîneur
- INF Vichy : instructeur jusqu'en 1981
- FC Sochaux : 1981 à 1984
- Stade rennais : 1984 à 1987
- Montpellier HSC : 1987 à 1989
- Toulouse FC : 1989 à 1991
- Sporting Toulon Var : 1991 à 1992
- Nîmes Olympique : 1995 à 2001
- Stade Spiritain (Martinique) 2005-2006
- Aiglon du Lamentin (Martinique): 2006 à 2007 (DH)
- Entente sportive Uzès Pont du Gard (CFA2) : 2007-2011 (Directeur Sportif)
- AC Arles-Avignon : 2012-2013 par intérim

### Palmarès d'entraîneur
- INF Vichy
  - Vainqueur de la Coupe Gambardella en 1978, 1980

- FC Sochaux Montbéliard
  - Troisième du Championnat de France de football en 1982

- Stade rennais FC
  - Troisième de Division 2 en 1985

- Montpellier HSC
  - Troisième du Championnat de France de football en 1988

- Nîmes Olympique
  - Champion de Championnat de France de football National en 1997

- Aiglon du Lamentin
  - Vainqueur de la Coupe de France de football (zone Martinique) en 2006.